# Pi2 Octantis
Pi2 Octantis är en gul superjätte i Oktantens stjärnbild.
Stjärnan har visuell magnitud +5,65 och är svagt synlig för blotta ögat vid god seeing. Den befinner sig på ett avstånd av ungefär 1950 ljusår.